# Droga krajowa B298 (Niemcy)
Droga krajowa B298 (Bundesstraße 298) – niemiecka droga krajowa przebiegająca w całości w granicach kraju związkowego Badenia-Wirtembergia. Liczy 28 km i łączy Gaildorf ze Schwäbisch Gmünd.